# Olga Mauksch
Olga Mauksch, també coneguda com a Olga Eisner, era una mezzosoprano i professor de cant d'origen austrohongarès. Va néixer el 9 d'octubre 1887 a Bielitz a l'Imperi Austrohongarès, avui Bielsko-Biała à Polònia. Sembla que hauria estudiat cant amb Therese Behr-Schnabel.
Es va casar amb l'historiador de l'art Emil Schaeffer, amb qui va tenir dues filles. Es van separar quan el 1911 va conèixer el pianista Bruno Eisner (1884-1978). Durant la Primera Guerra Mundial va viure per raons de salut a Arosa a Suïssa, on va freqüentar un grup d'artistes i s'hi va trobar amb l'escriptor Herman Hesse i el poeta Hugo Ball. Junts amb Bruno Eisner van fer un gir a Suècia i van fer molts concerts a Alemanya. Va cantar sota Otto Klemperer a l'Òpera Kroll a Berlín.
Tot is ser jueva, després de la Machtergreifung pels nazis el 1933 primer va poder afiliar-se a la Reichsmusikkammer, però el 17 d'agost de 1935 en va ser exclosa. L'afiliació de la Kammer era una condició sine qua non per exercir qualsevol professió artística remunerada. El 1937, va poder emigrar als Estats Units, on el seu espòs ja havia arribat uns mesos abans.
A Nova York va ensenyar cant, entre d'altres a l'escola Mannes School of Music i va donar concerts, acompanyada al piano per Eisner. Va tenir Mimi Benzell i Lea Piltti com a deixebles. El 1944 la parella va rebre la nacionalitat estatunidenca.
Patia una otoesclerosi progressiva. El 1929 el seu amic Albert Einstein i l'inventor Rudolf Goldschmidt ja van intentar crear un audiòfon però Goldschmidt no el va poder realitzar abans 1941. El giny era complex i feia menester una implantació sota la pell del crani. En una carta de 1941, Einstein li va explicar que trobava de millor concepte els audiòfons americans externs «com d'altra banda Olga ja en té un».